# مقاطعة جاسبر (ميسيسيبي)
مقاطعة جاسبر هي مقاطعة في مسيسيبي، بلغ عدد سكانها 17٬062  نسمة، في 2010، عاصمتها باي سبرينغز، تبلغ مساحتها 1٬755 كيلومتر مربع.

## الموقع
تشترك في الحدود مع:
- مقاطعة نيوتن (ميسيسيبي).

## التقسيمات الإدارية
- باي سبرينغز.

## أعلام
- نيوتن نايت
- باتريك يوجين كار